# Pražmové z Bílkova
Pražmové z Bílkova, též jen Pražmové či páni z Bílkova (německy Praschma von Bilkau, von Belkow, Praschman von Bilkaw apod.) je jméno moravského a slezského šlechtického rodu z rozrodu Ranožírovců.

## Historie rodu
Rod se poprvé objevuje v listině roku 1253 v osobě Smila z Belkowa, purkrabího na Bítově, který padl roku 1278 na Moravském poli, a jeho bratrů Markvarta, Ratibora a Jaroše z Belkowa. Hlavním sídlem rodu byl v té době Bílkov (něm. Bilkau) dnes část Dačic.
Podle svého panství Chudobín (Chudwein, dnes část Litovle) severně od Olomouce se v roce 1417 začal psát Beneš Chudobin poprvé nazýval „Pražma“ .
30. dubna 1625 byli bratři a bratranci Pražmové Karel, Benedikt, Jan a Vilém ve Vídni povýšeni císařem Ferdinandem II. do baronského stavu s erbem.
Nejvyšší soudce Hans Bernhard Praschman, svobodný pán von Bilkaw, pán z Wagstadtu, byl českým hrabětem jmenován císařem Ferdinandem III. dne 24 povýšen v Bratislavě v květnu 1655.

### Linie rodu

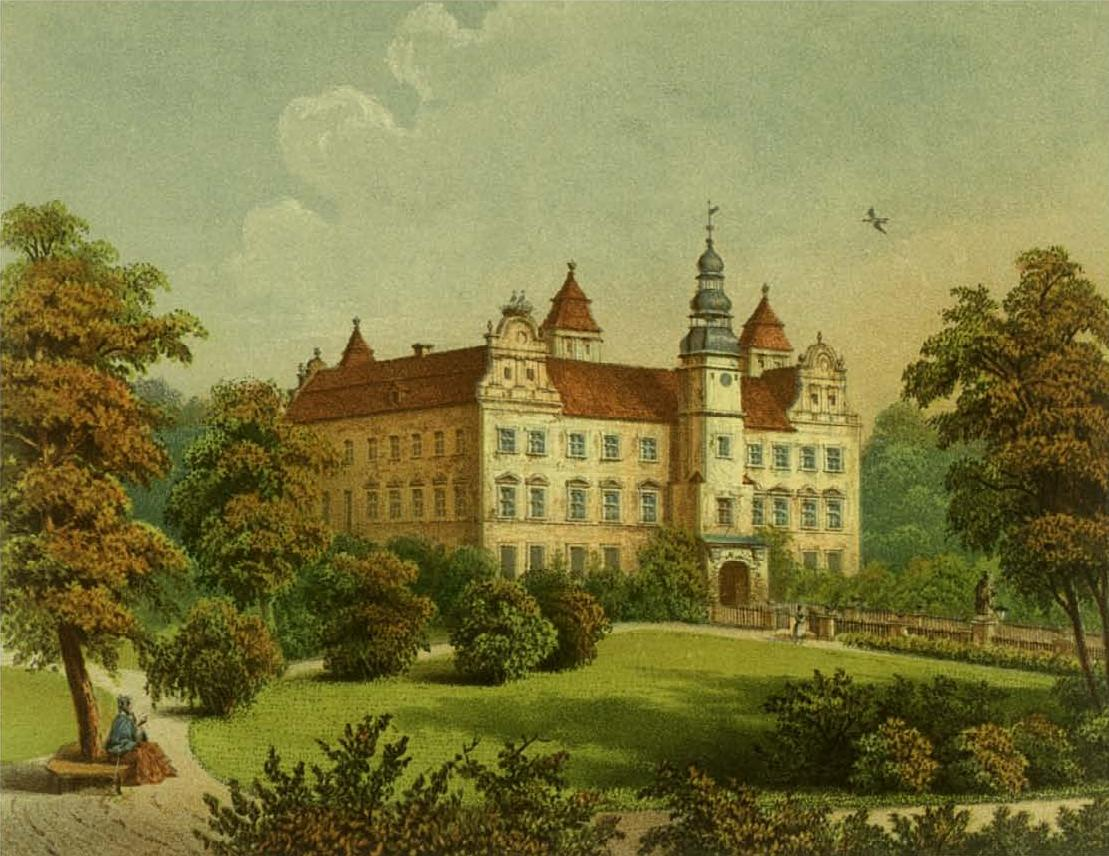
Schloss Falkenberg, Alexander Duncker

V roce 1639 získal Jan Pražma původně lobkovické panství Rybnik ve Slezsku. Jeho dcera ze třetího manželství, Anna Helena, se provdala za Hartvíka Erdmana z Eichendorffu, předka básníka Josepha z Eichendorffu. Tato linie rodu, jehož potomci se také později usadili v oblasti Rybniku, vymřela na počátku 18. století v osobě Jana Bernarda III. Pražmy.
V první rodové linii pokračoval Vilém hrabě Pražma (1677–1731), od roku 1712 královský guvernér Volovského knížectví. Od své matky Marie Ludoviky z Oppersdorfovu († 1737) převzal vládu nad Frýdkem ve Slezsku.
Jan byl ženatý s hraběnkou Marií ze Žerotína (1723–1786). Zaměřil se na správu Falkenberského panství a v roce 1798 prodal Frýdek Marii Kristýně Rakouské, dceři Marie Terezie, provdané vévodkyni sasko-tešínské. Tím skončila historie osídlení hraběcího rodu Pražmů ve Frýdku. Janův stejnojmenný syn (1756-1822) sňatkem s hraběnkou Marií Annou Žerotínovou (1761–1793) získal falkenberské panství. Zámek zůstal rodovým sídlem až do vypovězení rodiny v roce 1945 po druhé světové válce.
Z jeho třetího manželství s Karolínou hraběnkou z Almesloe (1706–1770) pocházel Jan Nepomuk Ferdinand (1726–1804), který založil v roce 1777 jihovýchodně od Frýdku vesnici Pražmo. Měl dceru Antonii (24. října 1753 Frýdek – 23. června 1818 Vratislav) a syna Jana Karla (23. září 1757 Frýdek – 15. března 1822 Falkenberg).
Potomci žijící dnes v Německu, Jižní Africe, Rakousku a USA, pocházejí ve třech nově vytvořených liniích od vnuka Jana Nepomuka, poslance Říšského sněmu Bedřicha Viléma Pražmy na Falkenbergu (1833–1909), který se oženil s Marií hraběnkou ze Stolberg-Stolbergu (1843–1918) byl ženatý. Jejich synem byl politik Jan (Hans) Pražma. Současná hlava rodiny Michael Maria Pražma je potomkem jeho syna Bedřicha Leopolda.
Justus hrabě z Pražmy byl adoptován Marií Berthou von Korff, roz. Westerholtovou (1907–1998), a později zdědil hrad Brincke ve Vestfálsku.

### Linie sasko-altenburská
Poslední vévoda Sasko-Altenburský Arnošt II. abdikoval 13. listopadu 1918 a žil ve východním Německu až do své smrti v roce 1955. Sasko-altenburská dynastie v mužské linii vymřela v roce 1991, ovem praneteř vévody Jiřího Sasko-Altenburského, princezna Marie (1888–1947), adoptovala Teodora Františka hraběte Pražmu (* 1934 ve Vratislavi) jako prince Sasko-Altenburského, vévodu saského, hraběte Pražmu, svobodného pána z Bílkova a zajistila tak, že jméno Sasko-Altenburský bylo,  i když ne z rodu Wettinů. František Sasko-Altenburský zemřel v roce 2012. Jeho syn Henning je princ sasko-altenburský. 

## Rodový erb
- V rodovém erbu je zobrazen zlatý jelení paroh v modré barvě. Na přilbě s modrými a zlatým krytím paroží.
- Erb u příležitosti povýšení do hraběcího stavu v roce 1655 je shodný s rodovým erbem, jen mezi helmou a štítem přibyla hraběcí korunka

## Osobnosti rodu
- Jan I. Ferdinand Pražma z Bílkova (1726–1804)
- Jan II. Karel Pražma z Bílkova (1757–1822)
- Bedřich hrabě z Pražmy na (hradě) Falkenbergu (1786–1860), otec Bedřicha Viléma hraběte Pražmy
- Johana Hedvika hraběnka Pražmová, roz. hraběnka Schaffgotschová (1797–1867), dáma Řádu hvězdového kříže a manželka Bedřicha hraběte z Pražmy na Falkenbergu
- Bedřich Vilém hrabě Pražma (1833–1909), majitel panství a politik německé Strany středu
- Jan "Hans" Nepomuk hrabě Pražma (1867–1935), slezský statkář, důstojník a politik
- Ursula Gräfin Praschma, roz. Braunová (* 1955), viceprezidentka Spolkového úřadu pro migraci a uprchlíky